# Valley View (Texas)
Valley View é uma cidade  localizada no estado norte-americano de Texas, no Condado de Cooke.

## Demografia
Segundo o censo norte-americano de 2000, a sua população era de 737 habitantes.
Em 2006, foi estimada uma população de 810, um aumento de 73 (9.9%).

## Geografia
De acordo com o United States Census Bureau tem uma área de
6,0 km², dos quais 6,0 km² cobertos por terra e 0,0 km² cobertos por água. Valley View localiza-se a aproximadamente 247 m acima do nível do mar.

## Localidades na vizinhança
O diagrama seguinte representa as localidades num raio de 24 km ao redor de Valley View.